# Códice emilianense de los Concilios
El Códice emilianense de los Concilios o Códice emilianense (en latín: Codex Aemilianensis, Collectio canonum Hispana) es un manuscrito iluminado elaborado dentro del scriptorium del monasterio de San Millán de la Cogolla, en las tierras riojanas del reino de Pamplona, durante la segunda mitad del siglo X (976-992). Está considerado como la obra maestra de monasterio y es contemporáneo al Códice Vigilano o Albendense (976).
Recopila fundamentalmente diversos documentos relacionados con concilios y sínodos de época visigoda, así como derecho canónico y derecho visigodo.
El manuscrito original se conserva en la Real Biblioteca del Monasterio de El Escorial (con la signatura RBME d-I-1).

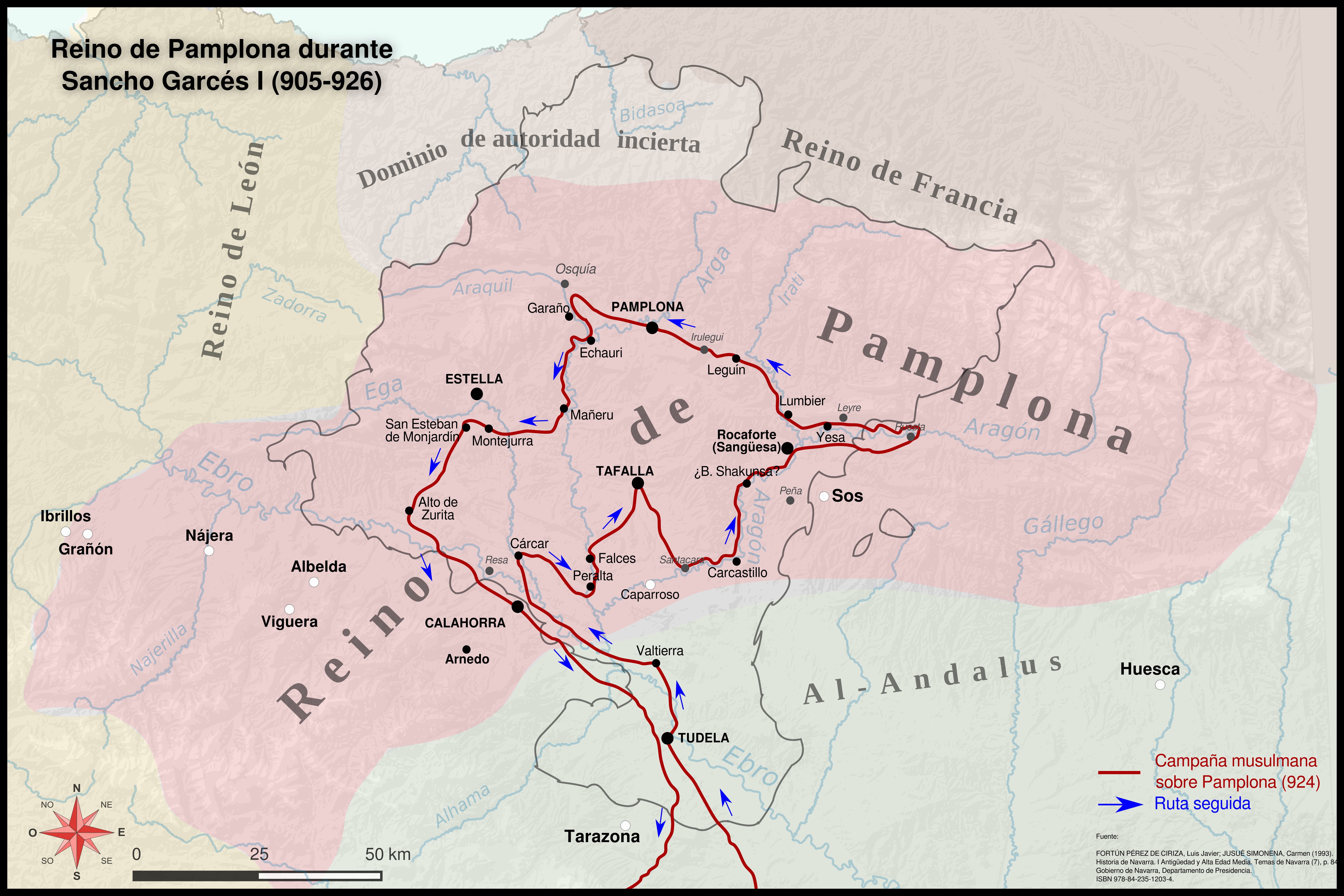
Reino de Pamplona a la muerte de Sancho Garcés I.

## Contexto histórico
Tras la expulsión de los musulmanes con la toma de Calahorra, el Monasterio de San Millán cuenta con la protección de los reyes de Pamplona. En el 959 es consagrada la iglesia de Suso y se cuenta con la seguridad suficiente para reemprender la tarea del scriptorium o escritorio, iniciado muy pronto por los monjes de San Millán. Obras de esta primera época son la Vida de San Millán, el himno O magne rerum, obras de San Braulio, y la misa y oficios, obras de San Eugenio, documentos copiados, según explica el investigador Joaquín Peña, con esmero a lo largo de los siglos en diversos códices.

El número de códices ilustrados y sobre todo la calidad de las miniaturas de alguno de ellos, como los Beatos, el Conciliar o la Exposición de los Psalmos, revelan la presencia en San Millán de un escritorio importante tanto para la cultura como para el arte de la miniatura altomedieval. El scriptorium de San Millán se distingue pronto por su actividad y curiosidad, recogiendo influencias y corrientes librarias con que enriquecer la librería monacal.

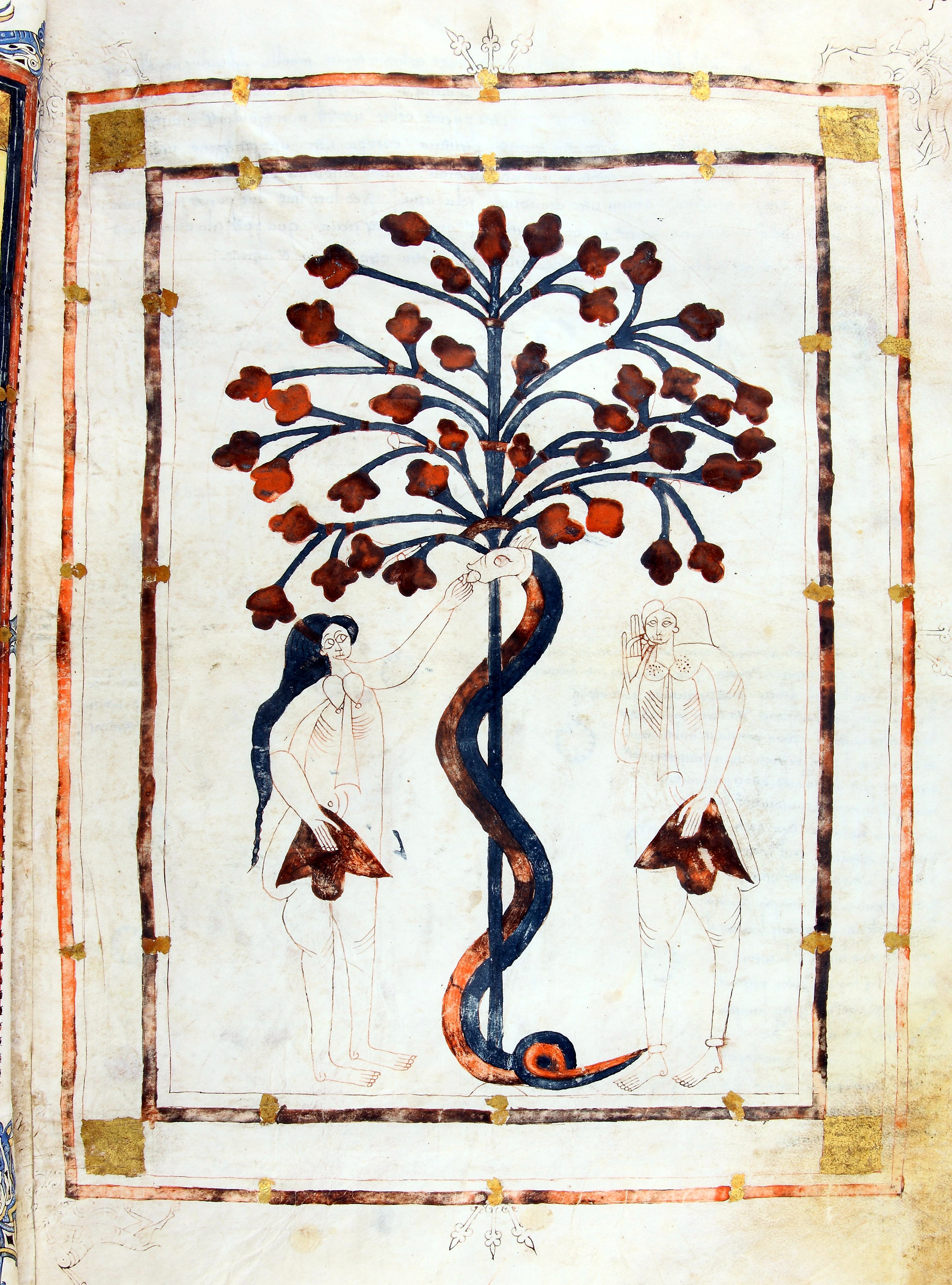
Adán y Eva con la serpiente tentadora - Codex Aemilianensis-f14r (RBME d-I-1)

## Estructura y contenido
Contiene la colección completa de los concilios españoles y los cánones de todos los concilios generales así como textos litúrgicos generales (fols. 1r-316v). El códice es en gran parte una reproducción del códice Albeldense o Vigilano de 976. Es obra del obispo Sisebuto, que dirigía el escritorio, del escriba y presbítero Velasco y del notario Sisebuto. Se inicia en el año 976 y se termina, como señala el mismo códice, en 992.
Incluye también, entre otras cosas, el Fuero Juzgo (fols. 316v-476).
Redacta, además, una pequeña historia del reino de Pamplona desde el año 905 hasta 976 en la que alaba al ya fallecido rey Sancho Garcés I de Pamplona.

## Descripción codicológica
Es un manuscrito de gran formato (476 folios de pergamino) profusamente iluminado. Esta recopilación medieval fue copiada del Códice Albeldense completado en 976 por el monje Vigila en el monasterio de San Martín de Albelda. 
La elaboración del manuscrito finalizó en 992 en el escritorio de San Millán de la Cogolla, es, por su parte, obra de monseñor Sisebuto, asistido por el copista Belasco y el notario también nombrado. Sisebuto. A continuación representaban los retratos de los reyes de Aragón (folio 453r, pie de página 77), como había hecho Vigila en Albelda.